# José Luis Sampedro
José Luis Sampedro Sáez (Barcelona, 1 februari 1917 – Madrid, 8 april 2013) was een Spaans schrijver, econoom en academicus.
Hij was een scherp criticus van de economische en sociale toestand in Spanje. Hij steunde de 15 mei-beweging van de Indignados die in 2011 overal de straat opgingen om tegen het bezuinigingsbeleid van de regering te demonstreren.

## Biografie
Sampedro's vader werd geboren in Cuba; zijn moeder in Algerije. Hij groeide op in Tanger. Zijn professionele loopbaan begin hij als ambtenaar bij de douane. Toen de Spaanse Burgeroorlog in 1936 uitbrak, werd hij opgeroepen voor het republikeinse leger. Na de oorlog studeerde hij economie. Sampedro werkte onder andere voor de Banco Exterior de España en aan de Complutense Universiteit van Madrid. 
In de jaren 60 al richtte Sampedro een economisch onderzoeksinstituut op. Het werd echter drie jaar later door de regering van Franco opgeheven. Zo kwam hij in conflict met het regime. Hij vertrok voor een aantal jaren naar Engeland waar hij werkte als "visiting professor".
In 1977 werd Sampedro benoemd tot senator in het eerste democratische parlement van Spanje. Hij trad in 1990 toe tot de Real Academia Española. In 2010 nam de Spaanse Ministerraad hem op in de Orden de las Artes y las Letras de España. Een jaar later kende het Spaanse ministerie van Cultuur hem de Nationale Prijs van de Spaanse Letteren toe. In 2012 kreeg hij een eredoctoraat vanwege de universiteit van Alcalá de Henares.

## Werk
Nog voor de Spaanse Burgeroorlog schreef Sampedro poëzie en schreef hij voor tijdschriften. Hij richtte zelf de tijdschriften Uno en La Revista de Estudios Islamicos op.
Sampedro schreef in totaal acht romans. Als romanschrijver kreeg hij een eerste keer bekendheid met 'Octubre, octubre' (1981) waarin zich twee verhalen parallel afspelen, het eerste is gesitueerd in een Madrileense wijk in de jaren zestig, het tweede is gecentreerd rond het leven van de schrijver zelf in 1975, het jaar van de dood van dictator Franco. Hij verkreeg pas grote roem met de roman 'La sonrisa etrusca' (Nederlands: De Etruskische glimlach) (1985). Hij vertelt er het verhaal van een oude boer uit Calabrië die verneemt dat zijn dagen geteld zijn en die naar Milaan verhuist voor een medische behandeling. Hij trekt bij zijn zoon in en leert zijn kleinzoon kennen die hem de ogen opent voor dingen waarvan hij het bestaan niet vermoedde. Een van zijn eerste romans, 'La sombra de los días' (1947), werd geschreven onder de dictatuur van Franco maar verscheen pas in 1994. Het verhaal cirkelt rond de dood van de jonge Antonio Castillo tijdens de Spaanse Burgeroorlog.
Sampedro schreef heel wat wetenschappelijke boeken over economie, waar hij soms veel kritiek uitte op de economische en sociale toestand in Spanje. Hij stelde het morele en sociale verval van het Westen aan de kaak, evenals het neoliberalisme, de inhaligheid van de banken en het wild om zich heen slaand kapitalisme. Inzonderheid in zijn laatste publicatie, 'Reacciona' (Nederlands: Reageer) (2011), die een bundel artikelen is, verscheen hij als een humanist die pleitte voor een menselijker, meer solidaire economie die de ontwikkeling van de waardigheid van de volkeren kan bevorderen. In dit boek richtte de toen 93-jarige Sampedro zich, net als de Franse activist Stéphane Hessel, tot de jeugd. De twee negentigers vonden elkaar in hun verzet tegen de uitwassen van het kapitalisme en in hun aanmoediging tot verzet van de jeugd. Het hoeft dan ook niet te verwonderen dat Sampedro het voorwoord van de Spaanse editie van het manifest 'Indignez-vous' van Hessel schreef. Op zijn beurt schreef Hessel het voorwoord bij 'Reacciona'.
- Biblioteca Nacional de España: XX930326
- Bibliothèque nationale de France: cb120206533 (data)
- Catàleg d'autoritats de noms i títols de Catalunya: 981058513982806706
- CiNii: DA08609797
- Gemeinsame Normdatei: 119458349
- International Standard Name Identifier: 0000 0001 2117 1958
- Library of Congress Control Number: n82050928
- Nationale Bibliotheek van Letland: 000171642
- MusicBrainz: d80e4769-7e95-4728-8d80-bb1f593d4da1
- Bibliotheek van het Japanse parlement: 01107941
- Nationale Bibliotheek van Tsjechië: jn20020102013
- Nationale bibliotheek van Australië: 36334309
- Nationale Bibliotheek van Israël: 987007406613505171
- Nationale Bibliotheek van Polen: a0000003073529
- Nederlandse Thesaurus van Auteursnamen: 071089500
- Istituto Centrale per il Catalogo Unico: TO0V036393
- LIBRIS: 234963
- Système universitaire de documentation: 02835382X
- Virtual International Authority File: 272576455
- WorldCat: E39PBJbCPgCdrFKWHPwGK3VBfq